# SCK (ラジオ番組)
『SCK』（サブカル・キングダム）は、2015年4月7日（6日深夜）から2022年3月26日までZIP-FMで放送されていたラジオ番組。
YO!YO!YOSUKEが「サブカル王国の王子」という設定でパーソナリティを務めていた深夜のラジオ番組。他に、SKE48を卒業した直後の矢方美紀などがレギュラー出演していた。
番組は、「世界が注目するクール・ジャパン・カルチャー」と考える日本の漫画やアニメ、アイドルや歌い手などを取り上げてリスナーに紹介していた。

## 放送時間
以下の時間はすべて日本標準時に基づく。
- 火曜 2:00 - 3:00 = 月曜 26:00 - 27:00（2015年4月7日 - 2016年3月29日）
- 日曜 1:00 - 3:00 = 土曜 25:00 - 27:00（2016年4月3日 - 2020年3月29日）
- 土曜 22:00 - 日曜 0:00（2020年4月4日 - 2020年9月26日）
- 土曜 22:30 - 日曜 0:30（2020年10月3日 - 2022年3月26日）